# Колово (Польща)
Колово (пол. Kołowo, нім. Kolow) — село в Польщі, у гміні Старе Чарново Грифінського повіту Західнопоморського воєводства.
Населення — 79 осіб (2011).
У 1975-1998 роках село належало до Щецинського воєводства.

## Демографія
Демографічна структура станом на 31 березня 2011 року:
|          | Загалом | Допрацездатний вік | Працездатний вік | Постпрацездатний вік |
| -------- | ------- | ------------------ | ---------------- | -------------------- |
| Чоловіки | 42      | 5                  | 37               | 0                    |
| Жінки    | 37      | 6                  | 24               | 7                    |
| Разом    | 79      | 11                 | 61               | 7                    |